# 발레리오 로세티
발레리오 로렌초 로세티(이탈리아어: Valerio Lorenzo Rosseti, 1994년 8월 5일 ~ )는 세리에 C의 클럽 라티나 칼초 1932에서 스트라이커로 뛰는 이탈리아의 축구 선수이다.